# Ciało migdałowate
Ciało migdałowate, jądro migdałowate (łac. corpus amygdaloideum) – część układu limbicznego, ośrodek mózgowy znajdujący się między biegunem skroniowym półkuli mózgu a rogiem dolnym komory bocznej (anatomia i zależności między poszczególnymi częściami są jak dotąd sprawą sporną).
Ciało migdałowate ma bogaty system połączeń aferentnych (dochodzące) i eferentnych (wychodzące), zarówno podkorowych, jak i korowych.
Po raz pierwszy ciało migdałowate zostało wyróżnione jako odrębna część mózgowia na początku XIX wieku, a nazwa została nadana ze względu na podobieństwo kształtu do migdałów.
Ogólnie zasadne jest stwierdzenie, iż odgrywa pewną rolę w generowaniu "negatywnych" emocji i agresji oraz odpowiada za reakcje obronne, ponieważ pobudza układ współczulny. Odgrywa ważną rolę w przetwarzaniu informacji w sferze kontaktów międzyludzkich, o czym świadczy fakt, że objętość ciała migdałowatego u ludzi jest pozytywnie skorelowana z wielkością sieci społecznej.
W komorze bocznej swoim przebiegiem wywołać może guzek migdałowaty.

## Części ciała migdałowatego[3]
W obrębie ciała migdałowatego wyróżnia się dwie części:
- korowo-przyśrodkową – starsza filogenetycznie; spełnia rolę pobudzającą. Przylega do zakrętu półksiężycowatego (ang. semilunar gyrus) i dzięki temu posiada połączenie do prążka węchowego bocznego. Zbudowana jest z trzech głównych kompleksów jąder:
  - korowego
  - przyśrodkowego
  - środkowego
- podstawno-boczną; młodsza filogenetycznie; spełnia rolę hamującą. Znajduje się pod wpływem kory. Zbudowana jest z dwóch dużych kompleksów jąder:
  - bocznego
  - podstawnego.

Informacje docierające do ciała migdałowatego dochodzą do zespołu jąder bocznych, skąd przekazywane są do zespołu jąder podstawnych. W ich obrębie zachodzi analiza i przetworzenie napływających informacji oraz porównanie ich z zapamiętanymi wzorcami pamięci emocjonalnej. Wynik zostaje przekazany do jądra środkowego, który wysyła na zewnątrz polecenia wykonawcze. Informacje docierają do podwzgórza, pnia mózgu i narządów efektorowych.

## Drogi dochodzące do ciała migdałowatego[4]
Ciało migdałowate posiada co najmniej dwie drogi, którymi docierają do niego informacje ze świata zewnętrznego:
- drogę bezpośrednią (podkorową) – droga ta przechodzi przez wzgórze z ominięciem kory nowej. Informacja dochodząca do wzgórza równocześnie aktywuje ośrodki kory nowej i ciało migdałowate. Połączenia te są niezbędne w sytuacjach wymagających bardzo szybkiej reakcji. Dzięki nim reakcja na zagrażający bodziec może zostać zapoczątkowana, zanim bodziec zostanie w pełni rozpoznany przez korę nową[5].
- drogę pośrednią – droga ta przechodzi przez korę nową, jest więc wieloneuronowa. Znajduje się na niej wiele synaps między wzgórzem, korą czuciową a ciałem migdałowatym. Droga ta jest wolniejsza, ale dzięki niej ciało migdałowate otrzymuje szczegółowo rozpoznane obiekty lub usłyszane bodźce.

## Połączenia podkorowe

### Połączenia aferentne podkorowe
Wśród aferentnych połączeń podkorowych należy zwrócić uwagę m.in. na połączenia z ośrodkami przekazującymi informacje czuciowe:
- opuszka węchowa (łac. bulbus olfactorius)
- wzgórze (łac. thalamus) – informacje z układu słuchowego, wzrokowego, czucia bólu etc.
- jądro pasma samotnego (łac. nucleus tracti solitarii) – smak.

### Połączenia eferentne podkorowe
Wśród eferentnych połączeń podkorowych warto zauważyć drogi biegnące do:
- ośrodków podwzgórza oraz pnia mózgu, odpowiedzialnych za regulację procesów wegetatywnych.

## Połączenia z ośrodkami neuromodulacyjnymi
Jądra migdałowate mają również dwukierunkowe połączenia z ośrodkami neuromodulacyjnymi:
- z cholinergicznymi jądrami podstawy kresomózgowia (łac. nuclei basale)
- z dopaminergiczną substancją czarną (łac. substantia nigra)
- z polem brzusznym nakrywki (łac. area tegmentalis ventralis)
- z noradrenergicznym miejscem sinawym (łac. locus caeruleus).

## Objawy dysfunkcji ciała migdałowatego
Uszkodzenie ciała migdałowatego może objawiać się u pacjenta następująco:
- agnozja wzrokowa
- tendencja do badania przedmiotów ustami
- brak zdolności koncentrowania uwagi
- nadmierna seksualność z utratą zdolności do identyfikacji właściwych obiektów
- zwiększony apetyt z utratą zdolności do identyfikacji właściwego jedzenia
- stępienie emocjonalne z nadmierną zmiennością nastrojów.

Ciało migdałowate to ośrodek występujący jedynie u ssaków.

## Ciało migdałowate wzaburzeniach autystycznych
Osoby autystyczne mają znacznie mniejszą niż przeciętnie liczbę neuronów w części mózgu przetwarzającej emocje – wskazują badania mózgów pobieranych pośmiertnie od pacjentów.
Już wcześniej naukowcy podejrzewali, że te trudności mogą mieć związek z niedoborami w centrum przetwarzającym emocje w mózgu, tj. jądrze migdałowatym. Pierwszych ilościowych dowodów na potwierdzenie tej hipotezy dostarcza najnowsza analiza zespołu z Uniwersytetu Kalifornijskiego w Davis. Zespół pod kierunkiem Davida Amarala przebadał mózgi 9 zmarłych autystycznych mężczyzn i – dla porównania – mózgi 10 mężczyzn, którzy nie mieli tego zaburzenia. Pacjenci zmarli w wieku od 10 do 44 lat. Przyczyny ich zgonów były różne, np. utonięcie lub wypadek samochodowy. Co ważne, żaden z 19 pacjentów nie cierpiał za życia na epilepsję, która mogłaby ewentualnie spowodować utratę neuronów w jądrze migdałowatym i zaciemnić wyniki. Okazało się, że mózgi autystycznych osób miały zdecydowanie mniej neuronów w jądrze migdałowatym. Dla przykładu w jądrze migdałowatym mózgu 27-letniego pacjenta bez autyzmu naukowcy znaleźli ok. 14 mln komórek nerwowych, a u starszego o rok pacjenta – 8,5 mln. Jak komentują autorzy pracy, neuroanatomiczne nieprawidłowości w jądrze migdałowatym mogą być przyczyną typowych dla autyzmu problemów w kontaktach socjalnych. Nie można jednak wykluczyć, że jest odwrotnie – brak prawidłowych kontaktów z innymi ludźmi zaburza rozwój jądra migdałowatego.
Bardzo typowe dla osób z zaburzeniami w jądrze migdałowatym jest unikanie kontaktu wzrokowego, będącego źródłem istotnych informacji potrzebnych człowiekowi do prawidłowego rozwoju emocjonalnego i społecznego. Poszukując źródeł tego nietypowego zachowania, naukowcy z Uniwersytetu Wisconsin w Madison przebadali mózgi dzieci zdrowych i dzieci z autyzmem za pomocą techniki rezonansu magnetycznego. W czasie badania pokazywali małym pacjentom zdjęcia różnych dobrze znanych i obcych twarzy. Dzieci musiały ocenić, czy twarz wyraża emocje, czy jest obojętna pod względem emocjonalnym, i sygnalizowały to za pomocą jednego z dwóch przycisków. Przez cały czas, oprócz pracy mózgu, śledzono też ruch gałek ocznych dzieci, by sprawdzić, którym partiom twarzy się przyglądają i jak dużo czasu im to zajmuje. Poza potwierdzeniem, że dzieci neurotypowe znacznie lepiej niż autystyczne rozpoznawały ekspresję twarzy, naukowcom udało się wykryć istotne zmiany w pracy mózgu dzieci z autyzmem. Dotyczyły one struktury nazywanej jądrem migdałowatym, uważanej za centrum przetwarzania w mózgu negatywnych emocji jak strach czy złość. U pacjentów z autyzmem reagowało ono zbyt silnie nawet na znajome twarze, które nie wyrażały złych emocji. „To tak, jakbyśmy, chodząc po świecie, postrzegali wszystkie spoglądające na nas twarze, nawet twarz własnej matki, jako zagrożenie” – wyjaśnia prowadząca badania Kim Dalton. Badaczka uważa, że to właśnie ta nadmierna reakcja lękowa mózgu wywołana przez kontakt wzrokowy każe dzieciom z autyzmem uciekać przed wzrokiem innych ludzi. Autorzy pracy liczą, że ich odkrycie pomoże w przyszłości opracować nowe metody terapeutyczne dla pacjentów z autyzmem. Może to być np. rodzaj treningu, który nauczy dzieci pewnej strategii spoglądania na twarze innych – tak, by patrząc w okolice oczu, unikali jednocześnie bezpośredniego kontaktu wzrokowego.
Kolejny zespół naukowców, kierowany przez Brendona Nacewicza z University of Wisconsin-Madison, odkrył, że odpowiadające za przetwarzanie emocji ciała migdałowate były mniejsze zarówno u autystycznych dzieci, jak i ich braci. Bracia, podobnie jak sami autyści, unikali kontaktu wzrokowego.